# میدوای، شهرستان فلوید، آیووا
میدوای (به انگلیسی: Midway) یک منطقهٔ مسکونی در ایالات متحده آمریکا است که در شهرستان فلوید، آیووا واقع شده‌است. میدوای ۳۰۷٫۸۵ متر بالاتر از سطح دریا واقع شده‌است.